# Papa Ricky
Papa Ricky, pseudonimo di Riccardo Povero (Roma, 10 giugno 1966), è un cantante italiano.

## Biografia
Nativo del Salento ma trasferitosi a Bologna, Papa Ricky nei primissimi anni 1990 collabora strettamente col centro sociale Isola del Kantiere, da cui emergerà la storica band Isola Posse All Stars. Con questo gruppo nel 1991 realizza Stop al panico, che parla del clima dopo la strage del Pilastro. Il progetto della posse ha una vita relativamente breve: Ricky nell'anno 1992 pubblica con Century Vox il singolo Lu sole mio e si dedica anche al teatro partecipando al Festival Internazionale del Teatro in Piazza di Santarcangelo di Romagna in OPLÀ, noi viviamo!, con la regia di Andrea Adriatico.
Nel 1993 Papa Ricky, oltre a collaborare con DJ Gruff su Rapadopa, realizza con il regista Renato De Maria il documentario Lu Papa Ricky, incentrato sull'artista stesso diviso tra la sua nuova patria Bologna e le origini salentine; nello stesso anno partecipa alla colonna sonora di Sud di Gabriele Salvatores. Negli anni seguenti partecipa anche ad Alta Marea di Lucian Segura e Rope Joke di Davide Rossi.
Sul versante musicale Papa Ricky dopo un nuovo singolo nel 1994, e l'abbandono dei Sangue Misto di cui era stato tra i primi membri, si dedica completamente alla carriera solista realizzando l'album Lu Papa Ricky composto da undici brani per i quali si avvale della collaborazione di DJ Fabri, già presente nei lavori dell'Isola Posse. Dopo una partecipazione alla compilation Parole Italiane del 1997, Ricky si dedica alle esibizioni dal vivo, fino al 2002, quando assieme alla band reggae I Cauti (composta da: Evy Arnesano, Franco "Jamaica" Barletta e Gianluca "Pecos" Grazioli, rispettivamente tastiere e cori, basso e batteria) realizza l'album 13 Semplici Ricette,  un disco che unisce il suo suono originale a jungle, trip hop e musica ambient. Nel 2008, con il sound system salentino Bleizone esce la nuova produzione Iti tie.

## Discografia

### Album
- 1995 – Lu Papa Ricky
- 2002 – 13 Semplici Ricette (con I Cauti)
- 2008 – Iti tie

### Singoli
- 1992 – Lu sole mio / Comu t'a' cumbenato (singolo su 12")
- 1994 – Sotto controllo / Non ti fidare (singolo su 12")

### Collaborazioni
- 1992: AA.VV., Fondamentale Vol. 1 (con i brani Lu sole mio e Comu t'a cumbenato)
- 1993: AA.VV., Sud (con il brano A nnatu lu sole)
- 1993: DJ Gruff, La rapadopa, traccia 21
- 1997: AA.VV., Parole Italiane, traccia 12